# Kálbor
Kálbor (románul: Calbor) falu Romániában, Erdélyben, Brassó megyében.

## Fekvése
Fogarastól kilenc északnyugatra fekszik.

## Nevének eredete
Neve a 'hideg kút' jelentésű német Kaltborn összetételből származik. 1453-ben Kaltbrunnen, 1488-ban Caldenbaten, 1674-ben Kálbor, 1839-ben Kalbur alakban említették.

## Története
Kezdetben szász falu volt, de a 15. század közepén elpusztult, maradék szász lakói pedig Veresmartra települtek. Román lakossággal települt újra. 1682-ben említik román papját, aki részt vett egy gyulafehérvári zsinaton. Nagysinkszékhez, 1876-tól Nagy-Küküllő vármegyéhez, 1925-től 1950-ig Fogaras megyéhez tartozott. 1926-ban a helyi Lazǎr Naftanailǎ megalapította az “Új Paraszti Testvériség” nevű cigány szervezetet, a szász egyletek mintájára.

## Népessége
- 1880-ban 861 lakosából 836 vallotta magát román és 25 cigány anyanyelvűnek; valamennyien ortodox vallásúak voltak.
- 2011-ben 296 lakosából 265 vallotta magát román, 11 cigány és 6 magyar nemzetiségűnek.

## Oktatás
A kálbori oktatási központ a volt iskola 1901-ből való, emeletes épületében működik.

## Látnivalók
- A Szent Arkangyalok ortodox templom 1732-ben épült.
- A Szent Miklós ortodox templom 1802-ből való. A hajó falain és részben az apszisban is megmaradtak a fogarasi Sava mester 1813-ban készült, klasszicista hatást mutató festményei.

## Galéria

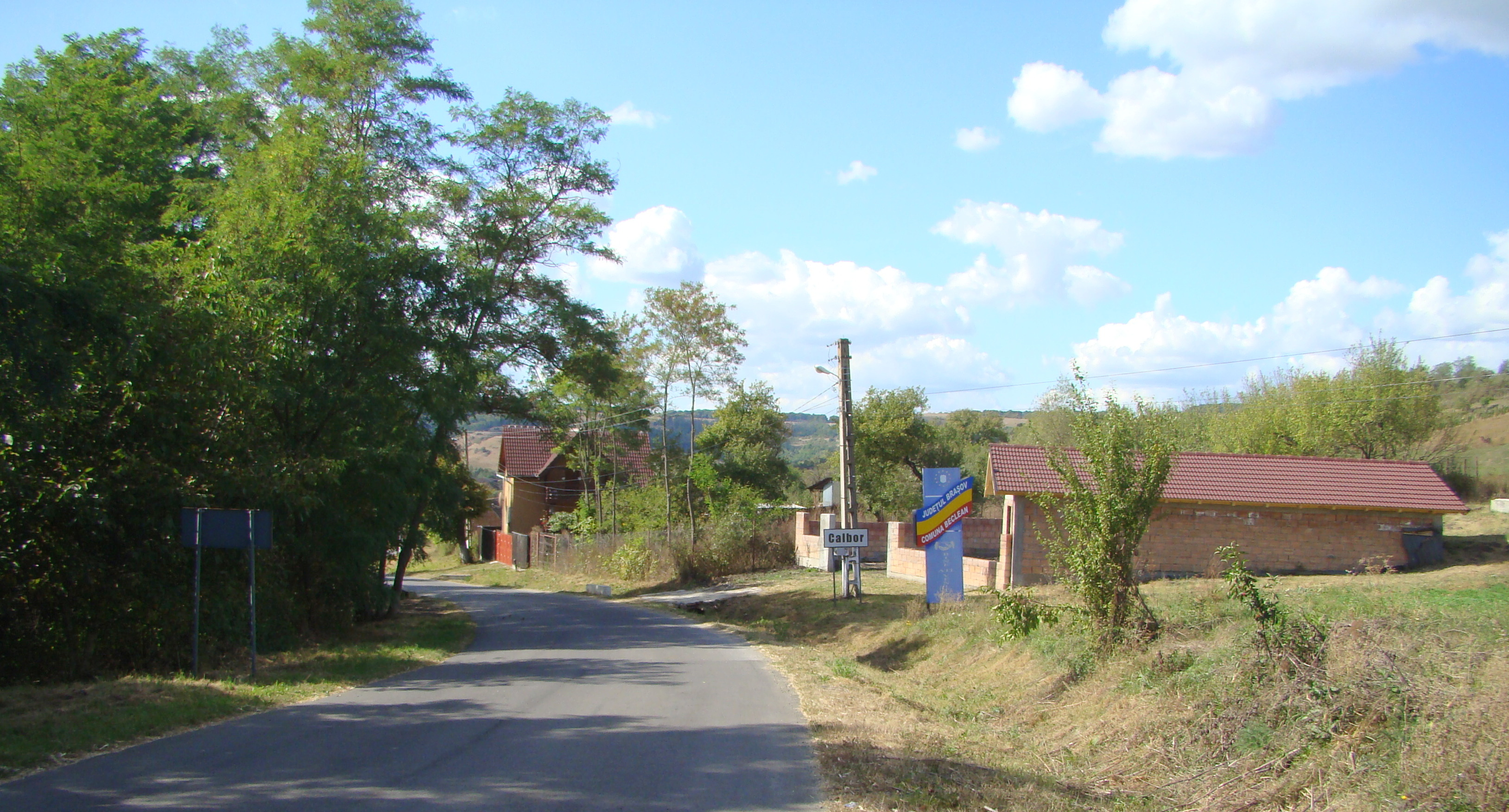
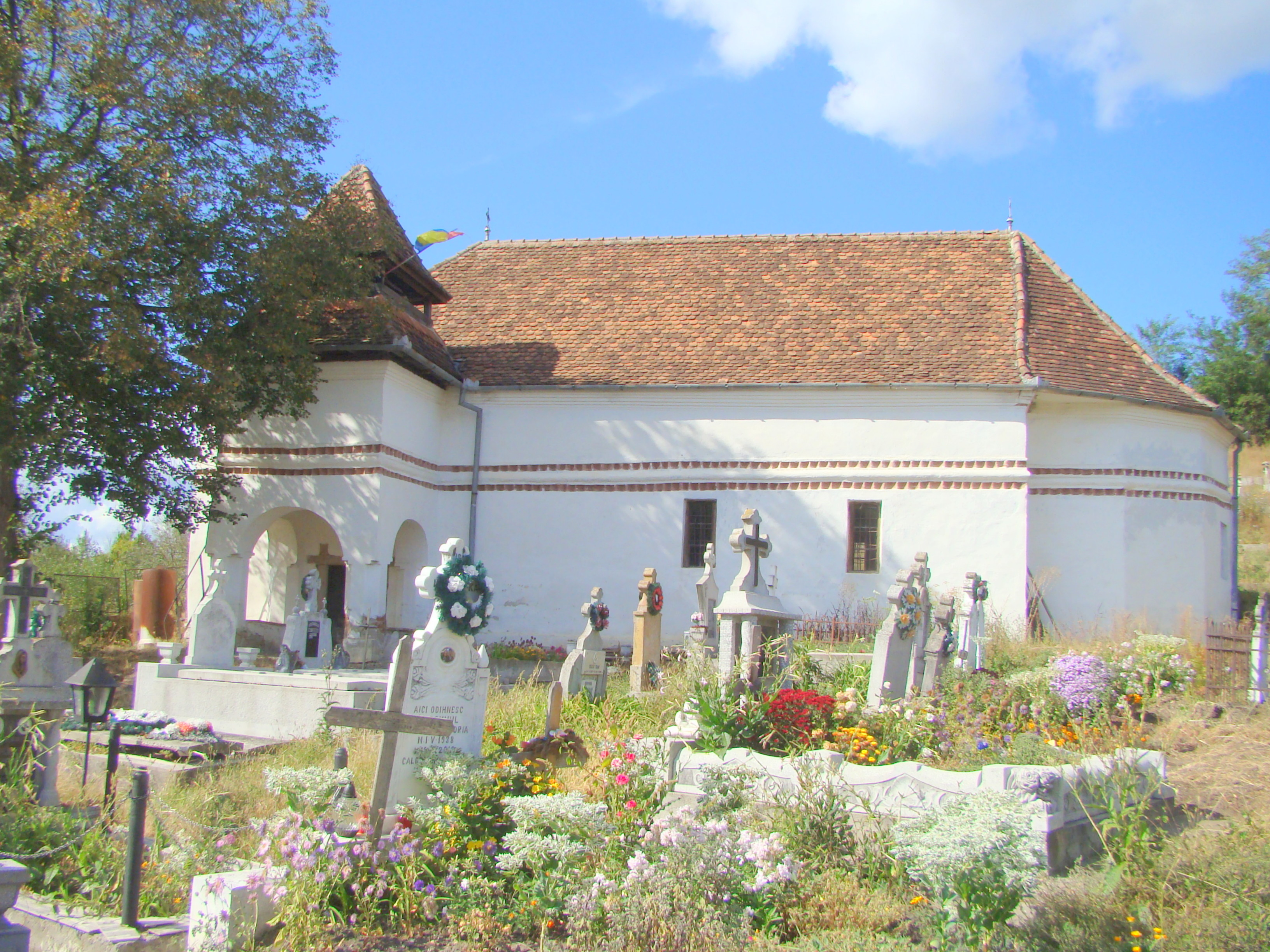
A Szent Arkangyalok templom
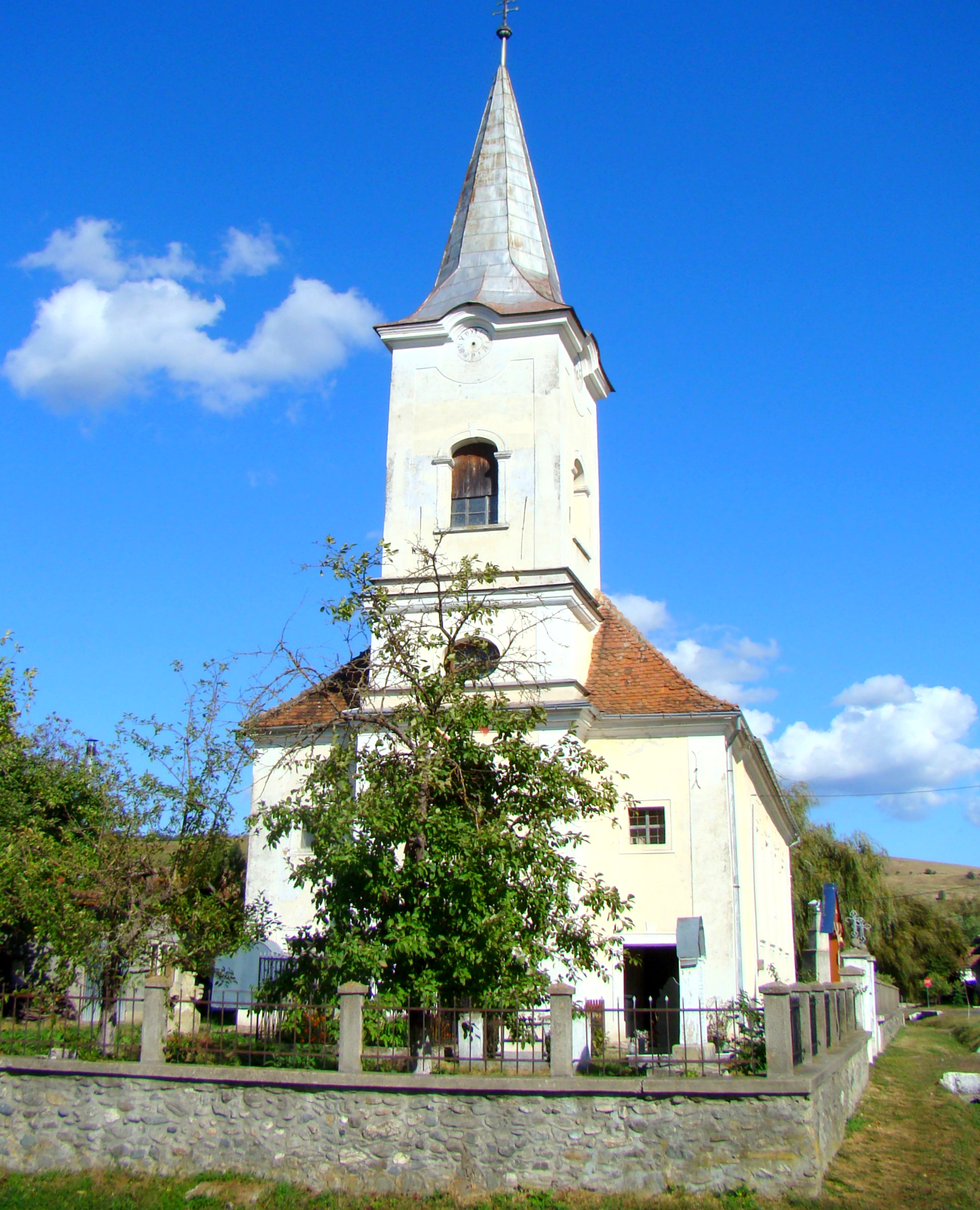
A Szent Miklós templom